# Indische Badmintonmeisterschaft 2000/01
Die Indische Badmintonmeisterschaft der Saison 2000/2001 fand Anfang Februar 2001 in Jaipur statt. Es war die 65. Austragung der nationalen Titelkämpfe im Badminton in Indien.

## Finalergebnisse
| Disziplin    | Sieger                        | Finalist                         | Ergebnis    |
| ------------ | ----------------------------- | -------------------------------- | ----------- |
| Herreneinzel | Pullela Gopichand             | Siddharth Jain                   | 15-8, 15-6  |
| Dameneinzel  | Aparna Popat                  | Manjusha Kanwar                  | 13-11, 11-2 |
| Herrendoppel | Vincent Lobo Jaseel P. Ismail | Vijaydeep Singh Markose Bristow  | 15- 9, 15-6 |
| Damendoppel  | Jwala Gutta Shruti Kurien     | Madhumita Bisht P. V. V. Lakshmi | 15-13, 15-2 |
| Mixed        | Vincent Lobo Madhumita Bisht  | Markose Bristow B. R. Meenakshi  | 15-5, 15-6  |